# Cyril Burt
Sir Cyril Lodowic Burt (Westminster, 1883., március 3. – London, 1971. október 10.) angol iskolapszichológus volt, aki az iskolapszichológia és a statisztika fejlődéséhez járult hozzá.
Leginkább az IQ örökölhetőségével kapcsolatos kutatásairól ismert. Röviddel halála után, az örökléssel és intelligenciával kapcsolatos tanulmányai miatt vádak érték, mivel bizonyítékokat találtak a kutatási adatok meghamisítására, azonban néhány kutató szerint Burt nem követett el semmiféle csalást.

## Gyermekkor és tanulmányok
Burt az orvos Cyril Cecil Barrow Burt és felesége, Martha, első gyermekeként született. Burt édesapja kezdetben egy kémikus boltot vezetett annak érdekében, hogy a családját támogatni tudja, ezzel párhuzamosan orvostanhallgató volt.
1890-ben a család előbb Jerseybe, majd 1893-ban Snitterfield, Warwickshire-be költözött, ahol Burt édesapja egy vidéki praxist nyitott. Burt koraérettnek bizonyult, olyannyira, hogy az édesapja gyakran magával vitte orvosi útjaira. Az apa egyik páciense Darwin Galton volt, Francis Galton testvére. A Galton birtokra tett látogatások nem csak hozzásegítették az ifjabbik Burt-öt, hogy megismerje Francis Galton munkásságát, de a többszörös találkozások elősegítették, hogy erős kötelék alakuljon ki Galton gondolatai iránt, főleg a statisztikai- és az egyéni különbségekkel kapcsolatos tanulmányok iránt, amelyek a londoni Pszichológia Iskola meghatározó elemei voltak, s mind Galton, mind Burt a későbbiekben tagjai voltak.
1892-1895-ig a warwicki King’s School-ban tanult majd ösztöndíj nyertesként a Christ Hospital-ban folytatta tanulmányait, ahol kialakult a pszichológia iránti érdeklődése. 
1902-től az oxfordi Jesus College-ban tanult, ahol filozófiára és pszichológiára specializálódott, ez utóbbit William McDougall vezetése mellett. McDougall, ismervén Burt érdeklődését Galton munkája iránt, javasolta, hogy a végzős projektmunkáját pszichometria témakörben végezze. Ezzel megadta azt a lehetőséget, hogy a mentális tesztek fejlesztésében és szerkesztésében mutatott érdeklődésére támaszkodjon, amely a későbbiek során az egész életét végig kísérte. Burt másodosztályú kitüntetéssel diplomázott 1906-ban, amit tanári diplomával egészített ki.
1907-ben, McDougall meghívására, Burt közreműködött Galton kezdeményezésével egy országos felmérésben, amely a britek fizikai és mentális jellemzőit vizsgálta, s Burt feladataként a pszichológiai tesztek standardizálásában vett részt. Ennek a munkának köszönhetően került kapcsolatba a statisztika nagyjaival, Charles Spearmannal és Karl Pearsonnal.

## Iskolapszichológusi munkássága
1908-ban megkapta a Liverpooli Egyetem Pszichológiai Oktató és Élettani tanársegédi pozícióját, ahol a híres fiziológus, Sir Charles Sherrington, mellett dolgozhatott. 1909-ben Burt felhasználta Spearman általános intelligencia modelljét saját adatainak elemzéséhez, amely iskoláskorú gyerekek teljesítményét vizsgálta. Ez az első kutatói munka határozta meg Burt munkásságát a mennyiségi intelligencia vizsgálat, eugenika, és az intelligencia örökletessége terén. A kutatás megvitatásában összefoglalta, hogy azok a magasabb társadalmi státuszú gyerekek, akik magániskolákba jártak, jobban teljesítették a teszteket, mint akik az átlagos iskolákban végeztek. Ezt a különbséget veleszületettnek tekintette.
1913-ban elvállalt egy részmunkaidős iskolapszichológusi pozíciót a London Megyei Tanács (London County Council - LCC) felkérésére. Burt feladata többek között az volt, hogy kiválogassa a „gyenge-elméjű” gyerekeket, a Mentális Hiányosság 1913-as törvénye alapján. Megállapította, hogy a fiúk és a lányok általános intelligencia tekintetében egyenlők voltak. A betöltött munkaköre  lehetőséget adott arra is, hogy Spearman laboratóriumában kutathasson, amelyhez az Országos Ipari Pszichológiai Intézet (National Institute of Indistrial Psychology) kutatási asszisztenseket biztosított. 
Burt nagyban közreműködött a nevelési tanácsadás kezdeményezésében Nagy-Britanniában, s az 1925-ös „A fiatal bűnöző” című publikációja a Londoni Nevelési Tanácsadási Klinika megnyitásához vezetett 1927-ben, Islingtonban.
1924-ben kinevezték részmunkaidős professzornak a London Day Training College-ban (LDTC), és nevelési tanácsadással kapcsolatos munkáinak java részét itt alkotta meg.

## Későbbi karrier
1931-ben Burt felmondta mindkét részmunkaidős pozícióját, miután kinevezték a londoni University College Pszichológia tanszékére professzorának és vezetőnek, amelyet előzőleg Charles Spearman töltött be. Burt nagy hatással volt az akkor még diák Raymon Cattel-re és Hans Eysenck-ra, és a későbbiekben Arthur Jensen-re és Chris Brand-re is.
1942-ben a Brit Pszichológiai Társaság elnökének választották, majd 1946-ban ő lett az első brit pszichológus, akit lovaggá avattak a pszichológiai tesztekhez való hozzájárulása és a tágabb oktatási lehetőségek megteremtésére tett munkásságáért.  
68 évesen nyugdíjba vonult, de továbbra is írt könyveket és cikkeket is. 1971. október 10-én Londonban halt meg rákbetegségben.

## A „Burt-ügy”
A pályája során Burt számos cikket írt olyan témákban, mint a pszichometria, filozófia és parapszichológia. Viselkedés genetikai kutatásai az intelligencia örökölhetőségéről szóltak, melyeket iker vizsgálatokkal igyekezett alátámasztani. Ezt azonban támadások érték, s a szakirodalom "Burt-ügyként" emlegeti. Nem sokkal ugyanis Burt halála után kiderült, hogy az összes jegyzete és feljegyzése elégett, őt pedig meggyanúsították a kutatási adatok meghamisításával. A 2007-es Britanniai Enciklopédia megjegyezte, hogy bár széles körben elismert, hogy Burt kései munkái hibásnak bizonyulnak, a korai kutatási eredményeit érvényesnek fogadják el.
Az 1970-es évek végén általánosan elfogadott volt, hogy az eredményeket meghamisította, azonban a korai kutatásai mentesek voltak az efféle negatív bírálattól. Ez a megállapítás nagy részben Oliver Gillie (1976) és Leon Kamim (1974) kutatásának tudható be. A hamisítás első gyanúi akkor merültek fel, amikor Kamin észrevette, hogy Burt legtöbb cikkében az IQ-pontszámainak korrelációs együtthatói az egypetéjű és kétpetéjű ikrek esetében is ugyanazok voltak, három tizedes pontossággal, még akkor is, amikor új adatok lettek a mintához rendelve. Burt-öt azzal is megvádolták, hogy két munkatársnője csak a képzelet szüleménye volt, ezt azonban a Brit Pszichológiai Társaság megcáfolta.
A pszichológus Arthur Jensen és J. Philippe Rushton rámutatott, hogy a Burt által feljegyzett ellentmondásos korrelációk megegyeznek más ikerkutatások eredményeivel. Rushton (1997) azt írta, hogy egymástól független kutatók, 5 különböző ikerkutatás során megerősítették Burt megállapításait, ugyanis szinte azonos értékeket kaptak (átlag: 0,75, Burt: 0,77). Jensen az alábbiakkal is érvelt: "Bárki, akinek elég statisztikai kifinomultsága van, és Burt rendelkezett is ezzel, nem számolna be a cikkeiben ugyanarról a korrelációs értékről (0,77) egymás után háromszor, ha adatot akarna hamisítani". W. D. Hamilton egy 2000-es könyvajánló során azt nyilatkozta, hogy Burt rosszakarói vagy hibáztak, vagy súlyosan eltúlozták a "Burt-üggyel" kapcsolatos információkat.
Earl B. Hunt szerint sosem fog kiderülni, hogy Burt szándékosan volt megtévesztő vagy csak figyelmetlen. Figyelembe véve, hogy az intelligencia örökölhetőségével kapcsolatos későbbi kutatások Burt eredményeihez igen hasonlóakat mutattak, Hunt úgy véli, hogy Burt nem követett el csalást a tudománnyal szemben, azonban az általános, és különösen a viselkedés genetikát erős támadásokkal illette meg a "Burt-ügy", aminek következtében az adott időszakban indokolatlan elutasításban részesültek a genetikai vizsgálatok az intelligencia örökölhetőségével kapcsolatban.

## Munkái magyar közkönyvtárakban (válogatás)
- The young delinquent. London, 1925.
- Die Verteilung der Schulfähigkeiten und ihre gegenseitigen Beziehungen. (Eredetileg angolul: The Distribution and Relations of Educational Abilities, németre ford. W. Betz). Langensalza, 1927.
- Mental and scholastic tests. 4. ed. London, 1933.
- Intelligence and fertility : the effect of the differential birthrate on inborn mental characteristics. London, 1952.[7]

## Fordítás
- Ez a szócikk részben vagy egészben a Cyril Burt című angol Wikipédia-szócikk fordításán alapul.  Az eredeti cikk szerkesztőit annak laptörténete sorolja fel. Ez a jelzés csupán a megfogalmazás eredetét és a szerzői jogokat jelzi, nem szolgál a cikkben szereplő információk forrásmegjelöléseként.